# Norman (voornaam)
Norman is een Engelse jongensnaam. Deze voornaam vindt zijn oorsprong in het Germaans en 
is samengesteld uit twee delen. Het eerste deel stamt af van 'Nord, hetgeen 'noord' betekent, of van de stam 'northo', hetgeen 'kracht' betekent. De gehele naam betekent dus 'Man uit het noorden' of 'Noorman', dan wel 'Krachtige man'.
De naam komt ook wel voor als achternaam in Engelssprekende landen. De voornaam Norm is van de naam Norman afgeleid.

## Personen met de voornaam Norman
- Norman Bonink, Nederlands drummer
- Norman Cook, Brits muzikant, ook bekend als Fatboy Slim
- Norman Dello Joio, Amerikaans componist
- Norman "Dutch" Cota, Amerikaans generaal uit de Tweede Wereldoorlog
- Norman Eshley, Brits acteur
- Norman Finkelstein, Amerikaans politicoloog
- Norman Foster, Brits architect
- Norman Jewison, Canadees acteur, regisseur en filmproducent
- Norman Levi Bowen, Canadees geoloog en geochemicus
- Norman Mailer, Amerikaans schrijver
- Norman Schwarzkopf jr., Amerikaans generaal, aanvoerder van de geallieerden in de Golfoorlog
- Norman Whiteside, Noord-Iers voetballer